# Lichenosticta
Lichenosticta Zopf (lichenostikta) – rodzaj workowców. Anamorfa Pezizomycotina. 

## Systematyka i nazewnictwo
Pozycja w klasyfikacji według Index Fungorum: Incertae sedis, Incertae sedis, Incertae sedis, Incertae sedis, Pezizomycotina, Ascomycota, Fungi.
Nazwa polska według W. Fałtynowicza.

## Gatunki
- Lichenosticta alcicornaria (Linds.) D. Hawksw. 1980 – lichenostikta chrobotkowa
- Lichenosticta dombrovskae Zhurb. 2010
- Lichenosticta jurgae Kukwa & Flakus 2012[3]

Nazwy naukowe na podstawie Index Fungorum. Nazwy polskie według checklist W. Fałtynowicza.